# Taksówka nr 5
Taksówka nr 5 – utwór muzyczny polskiego zespołu 2 plus 1 z 1979 roku.

## Informacje ogólne
Utwór napisali Janusz Kruk (muzyka) i Andrzej Mogielnicki (słowa). Tekst nawiązuje do wypadku samochodowego, którego zespół doznał w 1974 roku. Utwór został wydany jedynie na singlu, z piosenką „Z popiołu i wosku” na stronie B, napisaną przez tych samych twórców. Zespół wykonał „Taksówkę nr 5” podczas konkursu premier na XVII Krajowym Festiwalu w Opolu. Piosenka nie ukazała się na żadnej płycie długogrającej 2 plus 1 – dopiero w 1986 roku wydano ją na koncertowej kompilacji Greatest Hits – Live i w 1991 na składance 18 Greatest Hits.

## Lista ścieżek
- Singel 7"[2][3]

A. „Taksówka nr 5” – 3:50
B. „Z popiołu i wosku” – 3:40